# Казабона
Казабона (итал. Casabona) је насеље у Италији у округу Кротоне, региону Калабрија.
Према процени из 2011. у насељу је живело 2469 становника. Насеље се налази на надморској висини од 273 м.

## Становништво
| 1951. | 1961. | 1971. | 1981. | 1991. | 2001. | 2011. |
| ----- | ----- | ----- | ----- | ----- | ----- | ----- |
| 4.422 | 4.846 | 4.081 | 3.956 | 3.733 | 3.160 | 2.856 |